# Biblia de Vivian

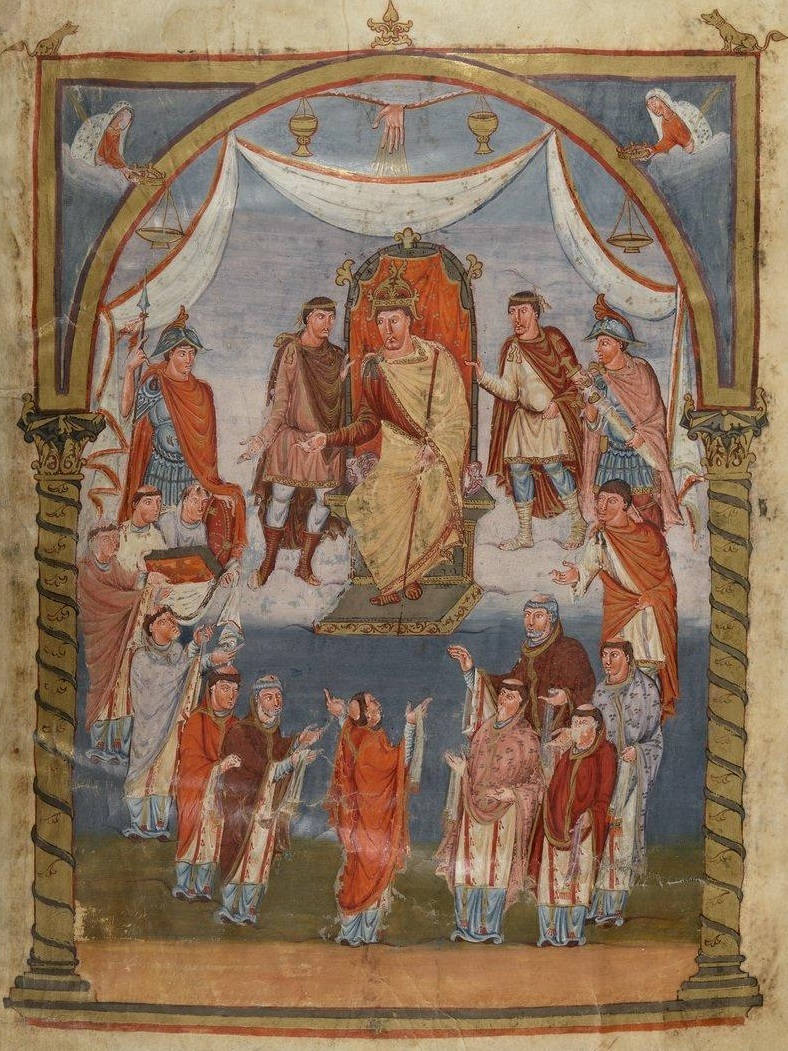
Carlos el calvo recibe el libro de manos del Abad Vivien

La Biblia de Vivian o Primera Biblia de Carlos el Calvo es un manuscrito carolingio ilustrado realizado en 845/846 en el monasterio de San Martín de Tours.

## Historia

Bible de Vivien, BnF Ms. Lat. 1, fol. 239v

El manuscrito fue creado por los monjes del abad Vivian (844-851) y entregado al rey y posterior emperador Carlos el Calvo. Probablemente lo donó a la catedral de Metz en 869/870. En 1675, la biblia pasó a manos del ministro de finanzas Jean-Baptiste Colbert y, tras su muerte en 1683, pasó a formar parte de la biblioteca real. Hoy se encuentra en la Biblioteca Nacional de Francia en París.

## Contenido y diseño
El códice de gran formato (495 x 345 mm) con 423 hojas de pergamino contiene una biblia completa y está ilustrado con ocho miniaturas a toda página, cuatro sacras o tablillas y 87 letras capitales.
Las ocho ilustraciones muestran escenas de la vida de San Jerónimo (folio verso 3), del Génesis (verso10), del Éxodo (verso 27), de los Salmos con el rey David (verso 215), de una Maiestas Domini (verso 329), de la conversión de Pablo (verso 386), del Apocalipsis (verso 415) y de la dedicatoria del manuscrito a Carlos el Calvo.
La Biblia de Vivian contiene la primera ilustración europea de una lira llamada rotta con diapasón.

## Segunda Biblia de Carlos el Calvo
La Segunda Biblia de Carlos el Calvo es un manuscrito bíblico iluminado escrito por el ilustrador y escriba en la abadía de Saint-Amand-les-Eaux hacia 871-877. No contiene miniaturas, pero sí ornamentos, en particular letras.